# Telstar 18V
Telstar 18V (Telstar 18 Vantage, APStar-5C) je telekomunikační družice, kterou vyrobila americká společnost Space Systems Loral a provozovatelem je kanadská společnost Telsat, která sdílí kapacitu satelitu se společností APT Satellite Company Limited, která zaplatila 57,5 % ceny satelitu, jehož celková cena se odhaduje na 207 milionů dolarů. Její pracovní pozice je na geostacionární dráze na 138° východní délky. Svým signálem bude pokrývat v pásmu Ku Čínu, Mongolsko, jihovýchodní Asii a Tichý oceán. Transpondéry v pásmu C budou pokrývat oblast od Asie po Havaj.
Telstar 18V byl vynesen pomocí nosné rakety Falcon 9 Block 5 společnosti SpaceX, sídlem v kalifornském Hawthornu. Satelit byl vynesen na přechodovou dráhu ke geostacionární dráze. První stupeň následně přistál na plovoucí plošině. Jednalo se o první let stupně B1047. Nebyl proveden pokus o záchranu aerodynamických krytů, které ani nebyly vybaveny padáky. Statický zážeh před letem proběhl 5. září 2018 v 16:00 SELČ.